# Blanche Dickson
Cecilia Blanche Charlotte Dickson, född Dickson 7 mars 1852 i Svanshals socken, Östergötland, död 21 maj 1906 kyrkobokförd i Göteborgs Gustavi församling, var hustru till James Fredrik Dickson. Hon var dotter till riksdagsmannen Axel Dickson och hans hustru Charlotte Dudgeon. Hon är kanske mest känd för att ha varit byggherre till Tjolöholms slott efter makens död.
Blance Dickson växte upp på godset Kyleberg vid sjön Tåkern i Östergötland. Då hon var sju år avled hennes mor, och hon sändes då tillsammans med sina systrar till moderns släktingar i Skottland. Efter tre år gifte hennes far om sig med engelskan Methetabel Austin. Vistelsen i Skottland och styvmoderns engelska påbrå påverkade Blanche Dickson så mycket att hon hela livet behöll engelska som modersmål. Hela livet tillhörde hon episkopalkyrkan.
Mycket litet är allmänt känt om Blanche Dickson som person. Hon beskrivs av samtiden som en enkel, självständig och djupt religiös kvinna. Bevarade teckningar som hon utförde som 17-åring visar att hon även hade konstnärligt sinne. Hennes engagemang för mindre bemedlade är också omtalat.
Blanche Dickson gifte sig 1874 med sin kusin James Fredrik Dickson. Paret bodde efter bröllopet i en våning på Stora Nygatan 7 i Göteborg.
I mars 1906 reste Blanche Dickson till Ceylon tillsammans med systern Caroline för att besöka de teplantager deras bröder Axel och Oscar ägde där. Fem veckor tillbringades där. Under båtresan tillbaka till Europa insjuknade och dog Blanche Dickson i dysenteri, troligtvis orsakad av dålig frukt. Hon begravdes till havs i Indiska oceanen.